# 824

## Esdeveniments
- Les tropes franques van ser derrotades en trobar-se amb l'oposició tant d'Ènnec Aritza com de Mussa II de Tudela al pas de Roncesvalls
- Data probable de la creació del regne de Navarra
- Ratzia dels vikings a la costa irlandesa entre Wexford i Cork, i el monestir de Skellig Michael.[1]

## Necrològiques
- 25 de desembre - Chang'an (Xina): Han Yu (en xinès tradicional 韓愈, xinès simplificat 韩愈,) erudit xinès de la dinastia Tang (n. 768).[2]